# Cybalomia lactealis
Cybalomia lactealis là một loài bướm đêm trong họ Crambidae.